# Joseph Braunstein
Joseph Braunstein (* 9. Februar 1892 in Wien; † 10. März 1996 in New York City) war Musiker, Schriftsteller und Bergsteiger. Er benutzte in seinen österreichischen Jahren auch die Schreibweise Josef Braunstein.

## Leben
Joseph Braunstein entstammte einer jüdischen Familie aus Wien. Durch den Ersten Weltkrieg wurde sein Studium bei Arnold Schönberg an der Universität Wien unterbrochen. 1920 schloss er sein Studium in den Fächern Violine und Geschichte ab.
Während seiner Zeit in Österreich war er ein aktiver Bergsteiger und Mitglied der Sektion Donauland.
In den darauffolgenden Jahren arbeitete er als Musiker (unter anderem in der Wiener Staatsoper und bei den Wiener Symphonikern), Schriftsteller und Journalist. Mit Unterstützung des Papstes gelang ihm 1940 die Flucht über Italien in die Vereinigten Staaten. In New York City arbeitete er an der New York Public Library. Ab den 1950er Jahren unterrichtete er an mehreren Schulen und Hochschulen.
1996 starb er im Alter von 104 Jahren.

## Schriften
- Beethovens Leonore-Ouvertüren. Leipzig 1927
- Richard Wagner und die Alpen. Wien 1928
- Musica Aeterna Program Notes (1961–1967), ISBN 0-306-70554-0.

Herausgeberschaft:
- Thematic Catalog of the collected works of Brahms. New York 1956
- Stephan Steinberger: Leben und Schriften. Gesellschaft alpiner Bücherfreunde, München 1919